# KAJ
KAJ — фінський шведськомовний музично-розважальний гурт з Веурі в провінції Пог'янмаа, Фінляндія, заснований 2009 року. До складу гурту входять Кевін Гольмстрем, Аксель Оман і Якоб Норргорд, ініціали імен яких утворюють назву KAJ. Представники Швеції на Пісенному конкурсі Євробачення 2025 з піснею «Bara bada bastu».
Зазвичай KAJ виконують свої пісні шведською мовою з остроботським діалектом та виходять за межі одного жанру і співають у стилі попу, року, репу, диско та шлягеру.

## Історія

### 2009-2017: ранні роки
Учасники KAJ знайомі з дитинства. Спочатку вони грали у футбол в одній команді, а потім навчалися в одному класі. Відтоді вони були близькими друзями. Гурт KAJ був створений 2009 року.
Навесні 2014 року вони поставили виставу Pjäs elo pjas у театрі Васа. Гурт планував три вистави на малій сцені театру, але вистава вдалася з 24 аншлагами на основній сцені. Влітку того ж року вийшов сингл «Jåo nåo e ja jåo YOLO ja nåo», який підвищив популярність KAJ у Фінляндії. Пісня згодом увійшла до альбому Lokalproducerat Pjas (2014).
Під час Jakobs Dagar 2015 у Якобстаді KAJ виступали перед аудиторією у розмірі приблизно 10 000 людей. Восени 2015 року вони зробили скетч-програму KAJland на радіо, яку також випустили подкаст для X3M. Того ж року році Федерація Остроботнії визнала KAJ Остроботнієм року.
KAJ написали й виконали два мюзикли у Wasa Teater: Gambämark (2018) і Botnia Paradise (2021). Botnia Paradise побила рекорд театру за глядачами.

### 2018-дотепер: Melodifestivalen, Євробачення та подальша кар'єра

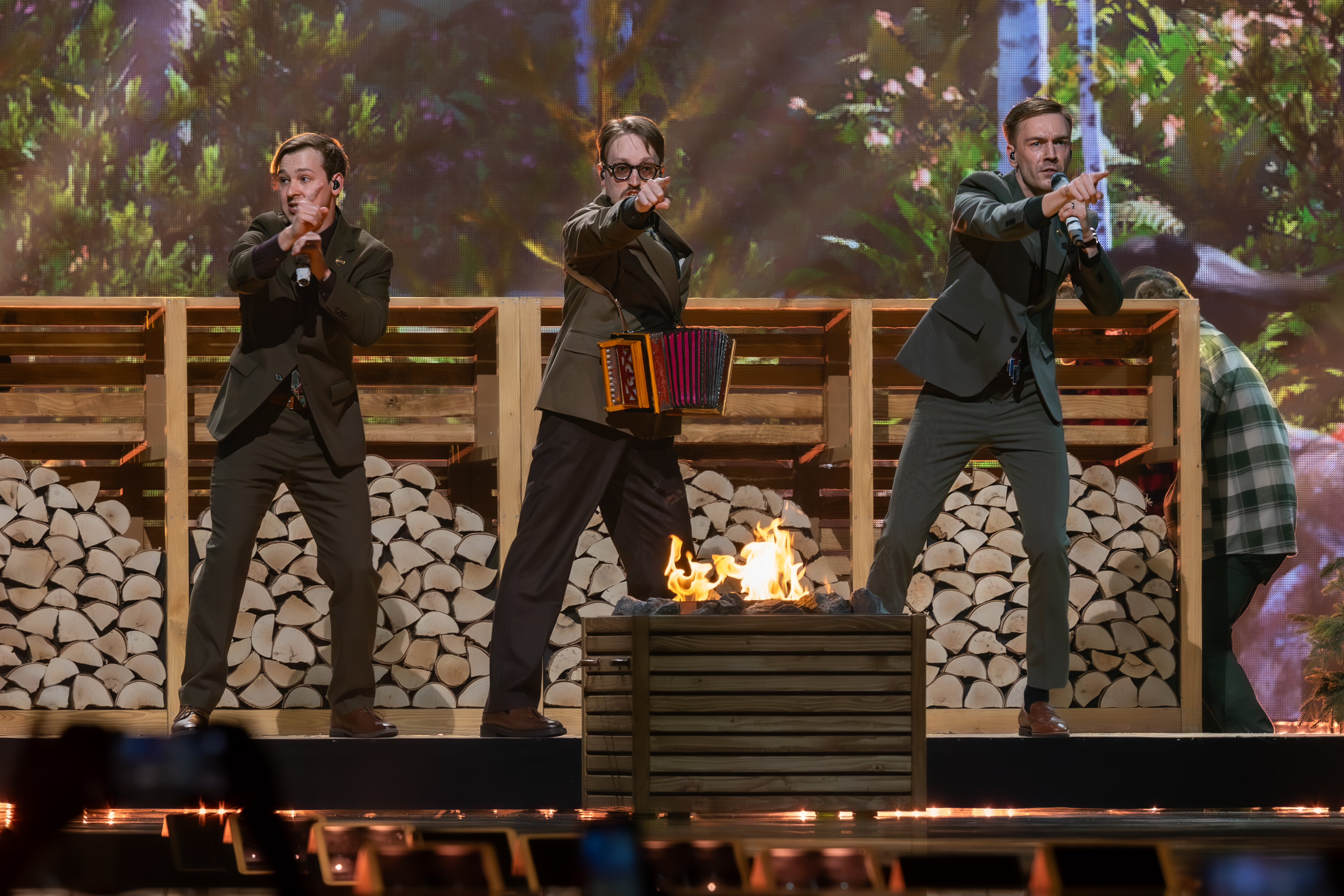
KAJ виконують «Bara bada bastu» на сцені Євробачення 2025

У 2018 році гурт почав повноцінно працювати з гумором і музикою. 2019 року випустили альбом Born to Börn під своїм альтер-его Vörjeans, в якому грають рокабілі. Сингл «Volvoräägör» з альбому дебютував під номером один у музичному чарті Vegatoppen.
KAJ стали широко відомими у Швеції у зв'язку з участю у Melodifestivalen 2025 з піснею «Bara bada bastu», яку вони написали разом з Робертом Сковронським, Крістофером Страндбергом та Андерзом Вретовим. Гурт взяв участь у четвертому півфіналі шоу та кваліфікувався до фіналу, де здобув перемогу та право представляти Швецію на Пісенному конкурсі Євробачення 2025. 13 травня 2025 року KAJ виступили в першому півфіналі та кваліфікувалася до фіналу конкурсу, що відбувся 17 травня. Гурт посів у фіналі Євробачення 4 місце, здобувши 321 бал, з яких 195 балів від глядачів та 126 — від журі.
На початку липня 2025 року гурт випустив сингл «Mosquito». Пісня має розважальний і сатиричний характер і присвячена типовій літній проблемі, що об'єднує людей у різних куточках світу — комарам. У пісні з гумором описується, як ці комахи псують відпочинок і спричиняють щоденне роздратування. KAJ називають комарів у тексті «бандитами», «терористами» та «дияволами». За словами гурту, прослуховування треку може викликати побічні ефекти — «гудіння, свербіж і неочікуване визнання симпатії до пісні про комарів».

## Дискографія

### Альбоми
- Professionella Pjasalappar (2012)
- Lokalproducerat Pjas (2014)
- Kom ti byin (2016)
- Gambämark (2018)
- Born to Börn (som Vörjeans) (2019)
- KAJ 10 (live) (2020)
- Botnia Paradise (2021)
- Karar i arbeit (2024)

### Сингли
- «Heimani i skick» (2013)
- «Jåo nåo e ja jåo YOLO ja nåo» (2014)
- «Pa to ta na kako?» (2015)
- «TACO HEJ» (2016) разом із GU$TA
- «Paavos Barkbrö (live)» (2017)
- «TEXT-TV» (2019)
- «Vems pojk e do?» (2019)
- «Bara bada bastu» (2025)
- «Mosquito» (2025)

## Нагороди
- 2015 — Остроботній року[24].